# Franco De Pedrina

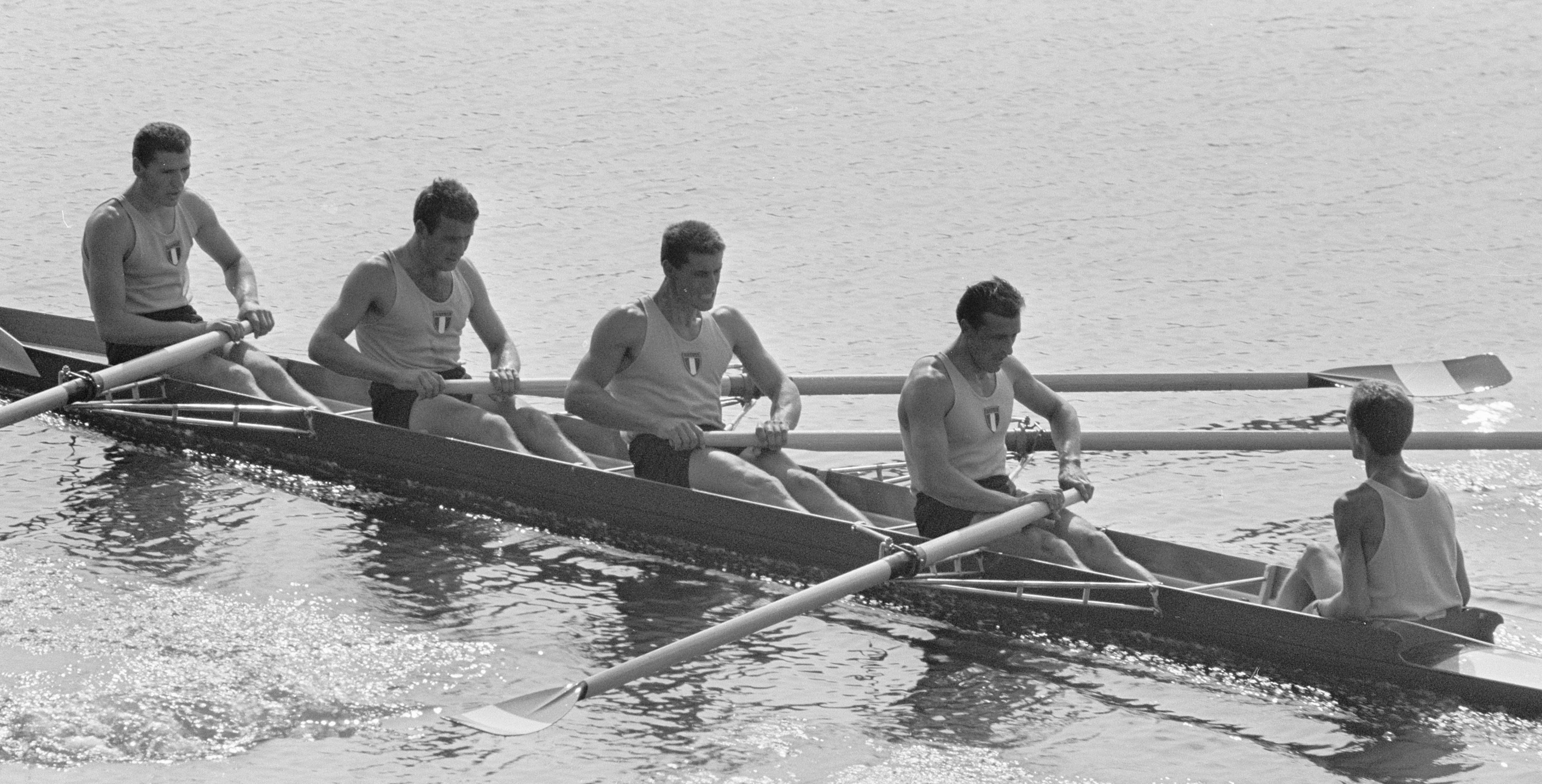
Der italienische Vierer mit Steuermann bei den Europameisterschaften 1964, De Pedrina sitzt ganz links.

Franco De Pedrina (* 27. Januar 1941 in Dongo) ist ein ehemaliger italienischer Ruderer.
Bei den Europameisterschaften 1964 ruderten Franco De Pedrina, Giuseppe Galante, Emilio Trivini und Renato Bosatta mit dem Steuermann Giovanni Spinola im Vierer mit Steuermann, die Italiener erreichten den dritten Platz hinter den Booten aus der Sowjetunion und aus der Bundesrepublik Deutschland. Bei den Olympischen Spielen 1964 gewannen die drei Medaillengewinner der Europameisterschaften ihren Vorlauf. Im Finale siegte das bundesdeutsche Boot vor den Italienern und den Niederländern, die sowjetischen Europameister belegten hinter den Franzosen den fünften Platz.
Der 1,84 m große Franco De Pedrina ruderte für die Canottieri Falck aus Dongo am Comer See.